# مدرسه‌های نیشابور
در دورهٔ خلافت عباسیان منطقهٔ خراسان (شرق ایران) یکی از مهم‌ترین مراکز علوم اسلامی و علوم پایه بوده‌است.نیشابور، به عنوان یکی از شهرهای بزرگ فتح شده توسط مسلمانان، یکی از مراکز گسترش این علوم بود.

حوزهٔ علمی این شهر در دوران طلایی اسلام یکی از بزرگترین مراکز و موطن بسیاری از دانشمندان، شاعران، صوفیان و دیگر بزرگان بوده‌است، از این شهر همواره به عنوان یکی از مهم‌ترین و بزرگترین مراکز و شهرهای تمدن و فرهنگ اسلامی یاد می‌شود. در این دوران نیشابور از شهرهای شرق اسلامی به شمار می‌رفته که در دوره‌هایی از تاریخ اسلامی در علوم و توسعه آن جایگاهی ممتاز داشت. در این دوران نیشابور در عین حال که مأمن ایرانی‌تباران بوده‌است مهاجرانی از بیشتر نقاط جهان اسلام پذیرفته بود. این مهاجرت از فتح نیشابور تا حمله غزها و حمله مغول به نیشابور ادامه داشته‌است. اهمیت نیشابور به اندازه‌ای بوده که در این سده‌ها پایتخت فرهنگی ایران شناخته شده‌است. در اوائل دوره تمدن اسلامی مرکز  خراسان و  قدیم‌ترین پایگاه علوم اسلامی در ایران نیشابور بوده‌است.. این ویژگی‌ها و اهمیت آن باعث شده بود که در این شهر مراکز آموزشی و مدرسه‌های گوناگونی تأسیس شود. معروف‌ترین این مدارس نظامیه نیشابور بوده هرچند که پیش از تأسیس نظامیه نیشابور و به‌طور کلی نظامیه، در نیشابور مدرسه‌های بسیاری تأسیس شده بود. در سده‌های سوم و چهارم به سبب اینکه منطقه خراسان یکی از امن‌ترین مناطق خلافت اسلامی بود گسترش مدارس به حدی بود که مهاجرت دانشمندان از مناطق دیگر به خراسان و نیشابور  را سبب می‌شد. این مهاجرت‌ها تقریباً از تمام سرزمین‌های اسلامی به نیشابور و شهرهای دیگر ایران انجام می‌گرفت و سبب شد که شهر نیشابور به یکی از  «کانون‌های تبادل و اشاعهٔ اندیشه‌ها و قطب علمی دنیای اسلامی» تبدیل شود. یکی از دلایل گسترش مدرسه‌ها در گذشتهٔ در نیشابور همین مسئله‌است.

با حمله مغول به نیشابور، که ویرانی کامل این شهر را در پی داشت، طبیعتاً دلیل نابودی کانون و حوزه علمی نیشابور است.

## دبیرستان‌ها
یکی از دبیرستان‌های کهن نیشابور دبیرستان حکیم عمر خیام نیشابوری است. این دبیرستان در سال ١٣١٩ تاسیس شد و دوره ساخت اثر به شاهنشاهی‌ پهلوی برمی‌گردد. این دبیرستان یکی از کهن ترین و نوین ترین آموزشگاه ها در خراسان رضوی است که کتابخانه و آزمایشگاه آن متاسفانه تخریب و اکنون فقط ساختمان اصلی آن به جا مانده است. 
دبیرستان عطار نیز سومین مدرسه کهن استان خراسان است. این دبیرستان در ١٣۴۴ خورشیدی- میلادی ١٩۶۵ توسط ولیعهد و فرح پهلوی افتتاح شد.شامل یک پژوهش سرا و آزمایشگاه و مرکز فناوری اطلاعات است.همه ساله در روز ملی عطار، زنگ عرفان در این دبیرستان نواخته می‌شود.  